# François Allaz
François Allaz, né à Lausanne le 17 janvier 1957 et décédé le 25 avril 2019, est un musicien, compositeur, guitariste, arrangeur, enseignant vaudois. Il est en particulier directeur de l'École de jazz et musique actuelle.

## Biographie
François Allaz suit durant cinq ans des études professionnelles à la Swiss Jazz School de Berne, de 1975 à 1980, tout en collaborant en parallèle au journal 24 Heures, dans la rubrique critiques et informations musicales, de 1978 à 1980.
François Allaz est surtout connu comme accompagnateur, à la guitare, arrangeur et compositeur pour de nombreux chanteurs et comédiens, comme Pascal Auberson, Yvette Théraulaz, François Silvant, Michel Buehler, Dominique Scheder et Gisèle Ratzé. En tant que musicien de jazz, il collabore avec Carla Bley, Steve Swallow, Didier Lockwood, Pierre Favre, François Lindemann (pour des concerts en France et aux États-Unis), Sebastian Santa Maria ; il est en outre le concepteur et compositeur du groupe Batiscaf, auteur d'un disque intitulé D'la neige sur l'képi (Plainisphare), ainsi que d'une pièce concertante pour trio de jazz et quatuor à cordes, La messe mécréante, enregistrée en 1992. François Allaz collabore également avec le théâtre, comme avec le théâtre Kléber-Méleau, ou avec la compagnie de La Marotte (Baxt, L'opéra des gueux, d'après John Gay, Le château d'Otrante), la compagnie de L'Organon (Comment va le monde, Mr. Will?, d'après Shakespeare), la compagnie du Théâtre musical (Les dimanches de la vie représenté au théâtre de Vidy) ; la compagnie La Saburre (Soie, d'après A. Baricco, Diabelli d'après H. Burger, Candide d'après Voltaire, mis en scène par Hervé Loichemol, au théâtre de Carouge et en tournée française), etc. Au croisement de plusieurs arts, il mêle musique et littérature dans un projet intitulé Joyce's spatters, "éclaboussures phoniques pour hautbois, euphonium, violoncelle et guitare électrique", d'après Ulysses de James Joyce, ou encore musique et art pictural, dans Happenings, de nombreuses performances avec le peintre et sculpteur Jean-Marie Boehler. Enfin, également attiré par le cinéma, il est co-compositeur avec Daniel Perrin et Lee Maddeford de la musique du film Visages d'enfants de Jacques Feyder et, avec Daniel Perrin et Gilles Abravanel, de la musique du film La vocation d'André Carrel de Jean Choux. Il fonde, enfin, le trio Inutil avec ces deux derniers musiciens. D'autre part, François Allaz a une longue carrière d'enseignant et de pédagogue. En effet, s'il commence par donner des cours privés de guitare en 1976 et enseigne la guitare jazz à l'École-Club Migros de Lausanne de 1979 à 1981, il est surtout connu comme co-initiateur et cofondateur, avec Christo Christov, de l'École de jazz et de musique actuelle (EJMA) de Lausanne de 1982 à 1984. Dès cette année, il devient professeur et chef de file de guitare pour cette école, organisant les programmes d'examens de cet instrument, représentant l'EJMA à la Direktoren-Konferenz Schweizerischer Jazzschulen (DKSJ) de 1995 à 1998. Il est nommé, de 1999 à 2005, directeur-adjoint de l'EJMA, et met sur pied dès 2000, la filière composition-arrangement et son cursus. Il devient alors professeur de composition, d'analyse et d'écoute pour cette filière d'études. En dehors de ses activités pour l'EJMA, François Allaz met sur pied, pour le festival Les Urbaines de Lausanne des orchestres de trente à quarante musiciens, formés de professionnels et d'étudiants des Conservatoires de Lausanne et de La Chaux-de-Fonds, et de la section jazz du Conservatoire de Vevey-Montreux-Riviera, chargés de présenter le travail de jeunes compositeurs issus de ces mêmes institutions. Il a en outre participé aux travaux de la commission de réflexion sur la recherche dans le cadre d'une Haute École de Musique pour l'EJMA, avec Jean-Bernard Racine et Michel Marthaler, professeurs à l'Université de Lausanne, ainsi que Philippe Cormaz, travaux qui ont débouché sur une publication. Enfin, il a organisé et conduit un colloque de trois jours sur l'harmonie à Bruxelles, dans le cadre du réseau European Modern Music Education Network (EMMEN), réseau européen qui regroupe des structures privées de formation aux musiques modernes, ayant au moins cinq ans d’existence et dotées d’un programme pédagogique. Parmi ses activités pédagogiques, François Allaz a, en outre, donné un cours d'improvisation en groupe pour les étudiants du Conservatoire de Lausanne et est très souvent engagé par de nombreuses institutions d'enseignement musical comme expert d'examen ou participe à de nombreux jurys de concours musicaux, en Suisse et à l'étranger.
François Allaz a enseigné à l'école de musique "Bussardmusicacademy" de Châtel-Saint-Denis. Il vivait à Prangins.

## Sources
- « François Allaz », sur la base de données des personnalités vaudoises sur la plateforme « Patrinum » de la Bibliothèque cantonale et universitaire de Lausanne.
- Ricci Lempen, Silvia et Hohler, Anna, "L'EJMA ambitionne de devenir l'un des plus grands centres de formation en Europe", Le Temps, 15 février 1999.
- Cordonnier, Gérald, "Sans toit, la Marotte s'aménage un théâtre éphémère et monte un huis clos nocturne", 24 Heures, 1er mai 2009, p. 26
- Genecand, Marei-Pierre, "L'optimisme à l'épreuve des blessures du monde", Le Temps, 28 janvier 2009.
- Robert, Arnaud, "École de jazz à Lausanne : les raisons de la colère", Le Temps, 10 février 2006.
- Koutchoumoff, Lisbeth, "Visages d'enfants" retrouve le chemin des salles", Le Temps, 23 septembre 2000.